# Mount Shasta (Kalifornia)
Mount Shasta város az USA Kalifornia államában, Siskiyou megyében. Lakosainak száma 3223 fő (2020. április 1.).

## Népesség
A település népességének változása:

| 2010 | 3 394 |
| 2020 | 3 223 |